# ساندرا كليمينشيتس
ساندرا كليمينشيتس (بالألمانية: Sandra Klemenschits)‏ مواليد 13 نوفمبر 1982 في زالتسبورغ، هي لاعبة كرة مضرب نمساوية تلعب باليد اليسرى. أعلى تصنيف لها في الفردي كان المركز الـ 318 في سنة 2001.

## النهائيات

### الزوجي: 3 (الألقاب 1, الوصافة 2)
| الحصيلة | الرقم | التاريخ       | الدورة                  | الأرضية | الشريك             | المنافس                           | النتيجة  |
| ------- | ----- | ------------- | ----------------------- | ------- | ------------------ | --------------------------------- | -------- |
| الوصافة | 1.    | 21 مايو 2005  | إسطنبول، تركيا          | صلبة    | دانييلا كليمينشيتس | مارتا ماريرو أنطونيلا سيرا زانيتي | 4–6, 0–6 |
| الوصافة | 2.    | 24 أبريل 2011 | فاس، المغرب             | ترابية  | نينا براتشيكوفا    | أندريا هلافسكوفا ريناتا فوراكوفا  | 3–6, 4–6 |
| الفوز   | 1.    | 21 يوليو 2013 | غاشتاين للسيدات، النمسا | ترابية  | أندريا كليباك      | كريستينا بارويس إيليني دانيليدو   | 6–1, 6–4 |

## روابط خارجية
- ساندرا كليمينشيتس على موقع رابطة محترفات التنس (الإنجليزية)
- ساندرا كليمينشيتس على موقع الاتحاد الدولي لكرة المضرب (الإنجليزية)
- ساندرا كليمينشيتس على موقع كأس بيلي جين كينغ (الإنجليزية)
- ساندرا كليمينشيتس على موقع خلاصة التنس.كوم (الإنجليزية)
- ساندرا كليمينشيتس على موقع إي إس بي إن.كوم (الإنجليزية)